# 福音史家聖ヨハネ布教修道会
福音史家聖ヨハネ布教修道会（ふくいんしかせいヨハネふきょうしゅうどうかい）はカトリック教会の女子修道会。通称、聖ヨハネ会。会名は守護者である使徒聖ヨハネに由来。

## 沿革
福音史家聖ヨハネ布教修道会は桜町病院を母体として第二次世界大戦時の1944年に設立され、病院を中心に運営、活動にあたる。創立者の岡村ふくはカトリック司祭で医師の戸塚文卿が開院した「聖ヨハネ汎愛医院」（桜町病院の前身）の協力者として従事したが1939年、病院落成目前に戸塚が死去、岡村は医院を辞職し観想修道院に入ろうと東京大司教であった土井辰雄に許可を求めたが病院運営の為の活動修道会設立を促され、戸塚富久、村上しげと共に神言会司祭の指導を受け修道会を設立した。